# Tour du Sénégal 2018
Le Tour du Sénégal 2018 est la 17e édition de cette course cycliste par étapes. Il se déroule du 22 au 29 avril 2018. Il est remporté par le Namibien Dan Craven.

## Participants
Une quarantaine d'équipes ont demandé à participer à la compétition, mais seules 19 ont été retenues. Après plusieurs désistements, 12 équipes sont au départ du Tour. Il s'agit de :
- 5 équipes nationales
  -  Bénin
  -  Burkina Faso
  -  Gabon
  -  Rwanda
  -  Sénégal
- 1 équipe continentale :
  -  Équipe cycliste Sovac-Natura4Ever
- 6 autres équipes :
  -  Club de la Défense
  -  Global Cycling Team
  -  Kenyan Riders Iten
  -  Sélection Suisse Romande
  -  Team Embrace The World
  -  Vélo Select - Apogée

## Règlement de la course

### Règlement du classement général
Le classement général, dont le leader porte le maillot jaune, s'établit en additionnant les temps réalisés à chaque étape, tout en prenant en compte les éventuelles bonifications et pénalités. Les bonifications sont de 10, 6 et 4 s pour les trois premiers de chaque étape, et de 3, 2 et 1 s pour les trois premiers de chaque sprint intermédiaire. En cas d'égalité, le critère de départage est l'addition des places obtenues lors de chaque étape.

### Règlement du classement par points
À l'issue de chaque étape, le leader du classement par points porte le maillot vert. Chaque étape comporte trois sprints intermédiaires dans lesquels les trois premiers remportent 3, 2 et 1 point.
A l' arrivée de chaque étape les 20 premiers remportent des points, selon le barème suivant : 30 points, 25, 21, 19, 17, 15, 14, 13, 11, 10, 9, 8, 7, 6, 5, 4, 3, 2 et 1 point.
En cas d'égalité de points au classement général les coureurs sont départagés par : 
- Le nombre de victoires d'étape,
- Le nombre de victoires dans les sprints intermédiaires comptant pour le classement général par points,
- Le classement général individuel au temps en cas d'égalité absolue.

### Règlement des autres classements annexes
- Le classement du meilleur jeune, dont le leader porte le maillot blanc, est réservé aux coureurs nés depuis le 1er janvier 1994. Le premier d’entre eux au classement général individuel au temps est leader journalier des jeunes.
- Le classement par équipes de l'étape est obtenu par la somme des trois meilleurs temps individuels de chaque équipe (bonifications non comprises). En cas d'égalité, les critères de départage, dans l'ordre, sont : addition des places des 3 premiers coureurs des équipes concernées, place du meilleur coureur sur l'étape. Le classement général est obtenu par somme des temps obtenus par l'équipe à chaque étape. En cas d'égalité, les critères de départage, dans l'ordre, sont : nombre de premières places dans le classement par équipes du jour, nombre de deuxièmes places dans le classement par équipes du jour, etc., place au classement général du meilleur coureur des équipes concernées.
- Le vainqueur de l'étape endosse un maillot blanc à pois verts.

### UCI Africa Tour
Le barème des points du classement Africa Tour est le suivant :
| Position           | 1er | 2e | 3e | 4e | 5e | 6e | 7e | 8e | 9e | 10e |
| ------------------ | --- | -- | -- | -- | -- | -- | -- | -- | -- | --- |
| Classement général | 40  | 30 | 25 | 20 | 15 | 10 | 5  | 3  | 3  | 3   |
| Par étapes         | 7   | 3  | 1  |    |    |    |    |    |    |     |
| Leader par étapes  | 1   |    |    |    |    |    |    |    |    |     |

## Déroulement

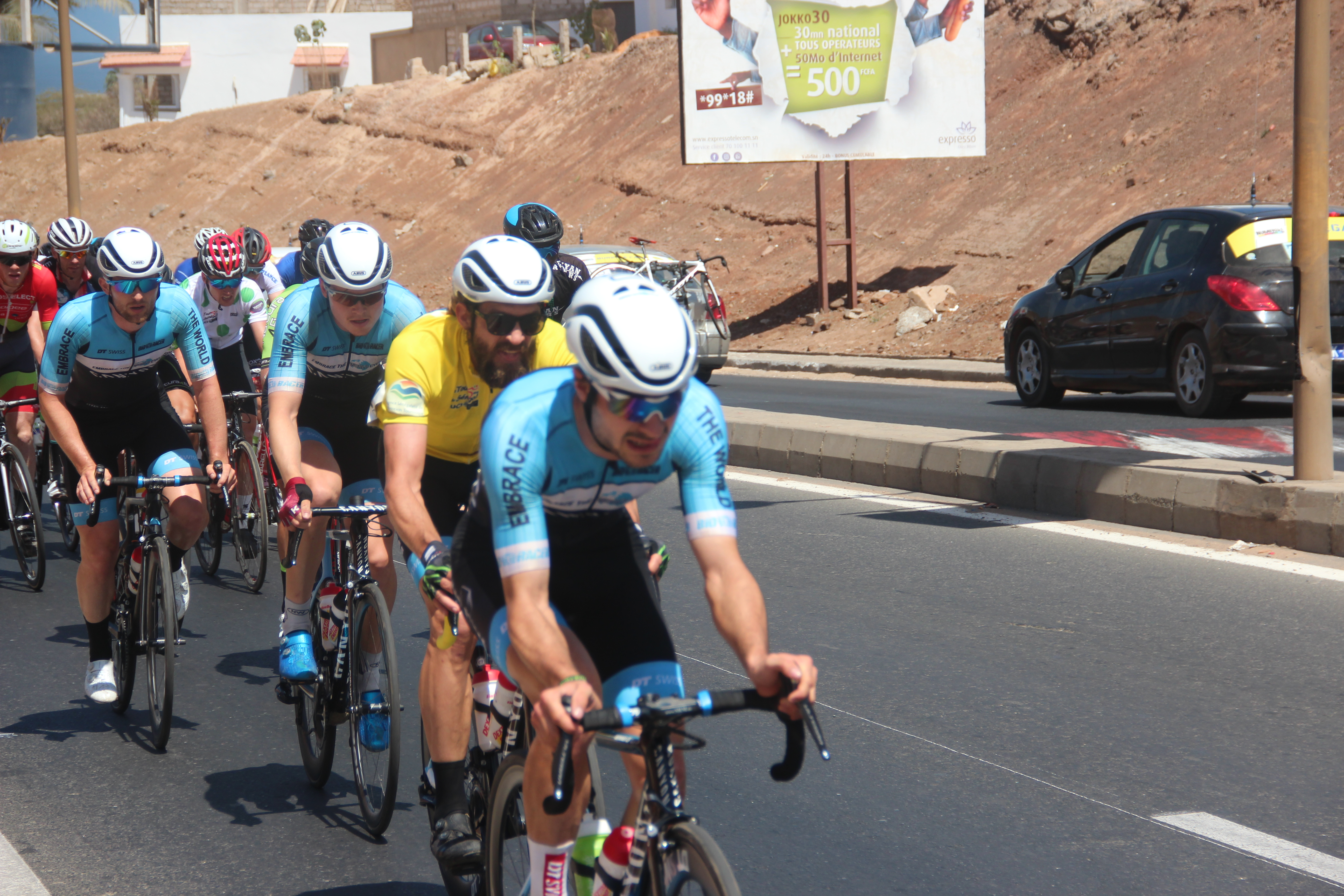
Dan Craven en jaune lors de la dernière étape

La 1re étape est annulée en raison de l'absence du médecin et des ambulances .
L'Algérien Youcef Reguigui remporte les trois étapes suivantes au sprint. La 5e étape est la première à voir une échappée aller au bout, avec la victoire de l'Allemand Jan-Niklas Jünger. Le lendemain, une nouvelle échappée réussit, avec la victoire du Namibien Dan Craven qui en profite pour s'emparer du maillot jaune, aux dépens de Reguigui.

## Étapes
| Étape     | Date          | Villes étapes             | Distance (km) | Vainqueur d’étape | Leader du classement général | Maillot vert    | Maillot blanc    |
| --------- | ------------- | ------------------------- | ------------- | ----------------- | ---------------------------- | --------------- | ---------------- |
| 1re étape | dim. 22 avril | Dakar - Thiès             | 143,2         | Etape annulée     | Etape annulée                | Etape annulée   | Etape annulée    |
| 2e étape  | lun. 23 avril | Thiès – Saint-Louis       | 181,8         | Youcef Reguigui   | Youcef Reguigui              | Youcef Reguigui | Didier Munyaneza |
| 3e étape  | mar. 24 avril | Saint-Louis – Pire Gourey | 148,5         | Youcef Reguigui   | Youcef Reguigui              | Youcef Reguigui | Didier Munyaneza |
| 4e étape  | mer. 25 avril | Thiès                     | 108           | Youcef Reguigui   | Youcef Reguigui              | Youcef Reguigui | Didier Munyaneza |
| 5e étape  | jeu. 26 avril | Thiès – Ndangane          | 158,2         | Jan-Niklas Jünger | Youcef Reguigui              | Youcef Reguigui | Mohamed Bouzidi  |
| 6e étape  | ven. 27 avril | Ndangane – Ngueniene      | 114,9         | Dan Craven        | Dan Craven                   | Youcef Reguigui | Rick Nobel       |
| 7e étape  | sam. 28 avril | Ngaparou – Ngaparou       | 140           | Jos Koop          | Dan Craven                   | Youcef Reguigui | Rick Nobel       |
| 8e étape  | dim. 29 avril | Dakar                     | 102,4         | Islam Mansouri    | Dan Craven                   | Youcef Reguigui | Rick Nobel       |

## Classements

### Classement général final
| Classement général | Classement général      | Classement général | Classement général         | Classement général |
|                    | Coureur                 | Pays               | Équipe                     | Temps              |
| ------------------ | ----------------------- | ------------------ | -------------------------- | ------------------ |
| 1er                | Dan Craven              | Namibie            | Embrace the World          | en 23 h 10 min 0 s |
| 2e                 | Abderrahmane Hamza      | Algérie            | Sovac-Natura4Ever          | + 1 min 8 s        |
| 3e                 | Rick Nobel              | Pays-Bas           | Global Cycling Team        | + 1 min 15 s       |
| 4e                 | Bonaventure Uwizeyimana | Rwanda             | Équipe nationale du Rwanda | + 3 min 45 s       |
| 5e                 | Médéric Clain           | France             | Club de la Défense         | + 5 min 0 s        |
| 6e                 | Mohamed Bouzidi         | Algérie            | Sovac-Natura4Ever          | + 5 min 0 s        |
| 7e                 | Lorenz Fiege            | Allemagne          | Embrace the World          | + 5 min 1 s        |
| 8e                 | Mathieu Troude          | France             | Club de la Défense         | + 5 min 9 s        |
| 9e                 | Arne van Gils           | Pays-Bas           | Global Cycling Team        | + 5 min 10 s       |
| 10e                | Grzegorz Kwiatkowski    | Pologne            | Club de la Défense         | + 5 min 11 s       |
| modifier           |                         |                    |                            |                    |

### Classements annexes finals

#### Classement par points
| Classement par point | Classement par point    | Classement par point | Classement par point             | Classement par point |
| -------------------- | ----------------------- | -------------------- | -------------------------------- | -------------------- |
|                      | Coureur                 | Pays                 | Équipe                           | Point(s)             |
| 1er                  | Youcef Reguigui         | Algérie              | Sovac-Natura4Ever                | 153 points           |
| 2e                   | Jos Koop                | Pays-Bas             | Global Cycling Team              | 133 pts              |
| 3e                   | Bonaventure Uwizeyimana | Rwanda               | Équipe nationale du Rwanda       | 104 pts              |
| 4e                   | Médéric Clain           | France               | Club de la Défense               | 99 pts               |
| 5e                   | Lorenz Fiege            | Allemagne            | Embrace the World                | 88 pts               |
| 6e                   | Alexis Tourtelot        | France               | Club de la Défense               | 84 pts               |
| 7e                   | Salfo Bikienga          | Burkina Faso         | Équipe nationale du Burkina Faso | 80 pts               |
| 8e                   | Arne van Gils           | Pays-Bas             | Global Cycling Team              | 78 pts               |
| 9e                   | Mathieu Troude          | France               | Club de la Défense               | 75 pts               |
| 10e                  | Abderrahmane Hamza      | Algérie              | Sovac-Natura4Ever                | 74 pts               |
| modifier             |                         |                      |                                  |                      |

#### Classement du meilleur jeune
| Classement général du meilleur jeune | Classement général du meilleur jeune | Classement général du meilleur jeune | Classement général du meilleur jeune | Classement général du meilleur jeune |
|                                      | Coureur                              | Pays                                 | Équipe                               | Temps                                |
| ------------------------------------ | ------------------------------------ | ------------------------------------ | ------------------------------------ | ------------------------------------ |
| 1er                                  | Rick Nobel                           | Pays-Bas                             | Global Cycling Team                  | en 23 h 11 min 15 s                  |
| 2e                                   | Mohamed Bouzidi                      | Algérie                              | Sovac-Natura4Ever                    | + 3 min 45 s                         |
| 3e                                   | Islam Mansouri                       | Algérie                              | Sovac-Natura4Ever                    | + 5 min 0 s                          |
| 4e                                   | John Kariuki                         | Kenya                                | Kenyan Riders Safaricom              | + 5 min 46 s                         |
| 5e                                   | Didier Munyaneza                     | Rwanda                               | Équipe nationale du Rwanda           | + 8 min 59 s                         |
| 6e                                   | Josphat Githambo                     | Kenya                                | Kenyan Riders Safaricom              | + 9 min 46 s                         |
| 7e                                   | Paul Uwiduhaye                       | Rwanda                               | Équipe nationale du Rwanda           | + 10 min 8 s                         |
| 8e                                   | Moussa Ndiaye                        | Sénégal                              | Équipe nationale du Sénégal          | + 10 min 11 s                        |
| 9e                                   | Jean Paul René Ukiniwabo             | Rwanda                               | Équipe nationale du Rwanda           | + 12 min 55 s                        |
| 10e                                  | Souleymane Koné                      | Burkina Faso                         | Équipe nationale du Burkina Faso     | + 16 min 36 s                        |
| modifier                             |                                      |                                      |                                      |                                      |

#### Classement par équipes
| Classement par équipes | Classement par équipes           | Classement par équipes | Classement par équipes |
|                        | Équipe                           | Pays                   | Temps                  |
| ---------------------- | -------------------------------- | ---------------------- | ---------------------- |
| 1re                    | Sovac-Natura4Ever                | Algérie                | en 69 h 39 min 52 s    |
| 2e                     | Embrace The World                | Allemagne              | + 2 min 18 s           |
| 3e                     | Équipe nationale du Rwanda       | Rwanda                 | + 4 min 24 s           |
| 4e                     | Club de la Défense               | France                 | + 5 min 38 s           |
| 5e                     | Global Cycling team              | Pays-Bas               | + 6 min 49 s           |
| 6e                     | Équipe nationale du Burkina Faso | Burkina Faso           | + 7 min 54 s           |
| 7e                     | Sélection Suisse Romande         | Suisse                 | + 30 min 42 s          |
| 8e                     | Kenyan Riders Safaricom          | Kenya                  | + 38 min 6 s           |
| 9e                     | Équipe nationale du Sénégal      | Sénégal                | + 55 min 16 s          |
| 10e                    | Vélo Select Apogée               | Canada                 | + 1 h 2 min 43 s       |
| modifier               |                                  |                        |                        |